# Koman
Koman je priimek v Sloveniji, ki ga je po podatkih Statističnega urada Republike Slovenije na dan 1. januarja 2010 uporabljalo 132 oseb.

## Znani nosilci priimka
- Andrej Koman (1916 - 1995), slovensko-hrvaški tekstilni strokovnjak (Zagreb)
- Boris Koman (1908 - 1999), duhovnik v Argentini (Mar del Plata)
- Manica Koman (1880 - 1961), pesnica in pisateljica
- Marija Koman (1913 - 2006), ortopedagoginja
- Martina Koman (1931 - 2021), profesorica matematike in fizike, šolnica, častna članica DMFA
- Matjaž Koman, ekonomist, prof.
- Mitja (Dimitrij) Koman (1935 - 2002), fotograf (v Zagrebu od 1955)